# サンタ・カタリーナ (サントメ・プリンシペ)
サンタ・カタリーナ（ポルトガル語: Santa Catarina）は、サントメ・プリンシペ、サントメ島西部の村。サントメ州・レンバ県に属する。2012年国勢調査の人口は1,862人。海岸線は近いがサントメ山の西麓に位置し、標高410フィート（125メートル）に位置する。地名は村の近くを流れる小川からつけられた。サンタ・カタリナは道路によって　レンバ県の県都ネヴィス・カウエ県の県都サン・ジョアン・ドス・アンゴラレスと結ばれている。